# Équipe du Venezuela des moins de 17 ans de football
Maillots
L'équipe du Venezuela  des moins de 17 ans est une sélection de joueurs de moins de 17 ans au début des deux années de compétition placée sous la responsabilité de la Fédération du Venezuela de football. Elle n'a pas remporté le Championnat des moins de 17 ans de la CONMEBOL et n'a jamais participé à la Coupe du monde de football des moins de 17 ans.

## Parcours en Championnat des moins de 17 ans de la CONMEBOL
- 1985 : 9e
- 1986 : 1er tour
- 1988 : 1er tour
- 1991 : 1er tour
- 1993 : 1er tour
- 1995 : 1er tour
- 1997 : 1er tour
- 1999 : 1er tour
- 2001 : 4e
- 2003 : 1er tour
- 2005 : 1er tour
- 2007 : 5e
- 2009 : 1er tour
- 2011 : 1er tour
- 2013 :  Finaliste
- 2015 : 1er tour
- 2017 : 5e
- 2019 : 1er tour
- 2023 : A venir

## Parcours en Coupe du monde des moins de 17 ans
- 1985 : Non qualifié
- 1987 : Non qualifié
- 1989 : Non qualifié
- 1991 : Non qualifié
- 1993 : Non qualifié
- 1995 : Non qualifié
- 1997 : Non qualifié
- 1999 : Non qualifié
- 2001 : Non qualifié
- 2003 : Non qualifié
- 2005 : Non qualifié
- 2007 : Non qualifié
- 2009 : Non qualifié
- 2011 : Non qualifié
- 2013 : 1er tour
- 2015 : Non qualifié
- 2017 : Non qualifié
- 2019 : Non qualifié
- 2023 : A venir

## Anciens joueurs
- Gustavo Páez